# Сердюк Микола Павлович
Сердюк Микола Павлович (*3 квітня 1922 р., с. Бокова, Олександрійського повіту, Кременчуцької губернії, УРСР — †25 грудня 1999 р., там само) — український педагог і краєзнавець.

## Життєпис
Народився у селянській родині з козацьким корінням. Батько — Сердюк Павло Семенович, мати — Задорожня Катерина Василівна (з с. Порфирівка).
Учасник ІІ-ї світової війни в складі 675-го відділення 388-ї стрілецької дивізії. Брав участь в обороні м. Севастополя. Починав війну рядовим, закінчив у званні лейтенанта.
Нагороджений орденом «Вітчизняної війни» ІІ ступеня, медалями «За оборону Севастополя», «За перемогу над Німеччиною», «Медаль Жукова», «Партизану Вітчизняної Війни» ІІ ступеня, «Ветеран праці» та багатьма іншими нагородами.
За критичне ставлення до радянської влади був репресований в 1945 році, висланий по етапу в один з самих північних таборів «Печорлага» — сталінський концтабір на ст. Чум, біля Печорих, Комі АРСР. Звільнений з концтабора 04.07.1949 р. Реабілітований після смерті Сталіна.
З 1950 по 1952 рр. працював вчителем математики та фізики в СШ с. Баштине.
В 1956 році закінчив Криворізький педагогічний інститут.
З 01.09.1952 протягом багатьох років працював вчителем фізики, заступником директора з навчальної частини Кіровської СШ (1961—1973 р.р.). Був головою секції вчителів фізики району, постійно перебував на Дошці пошани «районо» серед працівників освіти. В 1970 р. навічно вписаний в Книгу трудової слави районного відділення народної освіти. В 1972 р. в Долинському районі був випущений буклет про досвід викладання фізики вчителя кіровської СШ С. П. Сердюка. Написав книгу по шкільному контролю за навчальним процесом, яка вийшла в 1973 р. Нагороджений значком «Відмінник народної освіти УРСР», чисельними грамотами, в тому числі Міністверства освіти УРСР.
Краєзнавець, зібрав багато легенд, переказів і розповідей про рідний край. Брав активну участь у створенні і наповненні музею історії с. Бокова як заступник голови ради музею. Автор книги «Записки Сердюка Н. П.», де в оригінальному стилі пише про розкуркулення, голодомор, репресії, війну, сталінські в'язниці та табори, історію краю та свій рід. Робота Миколи Павловича — це своєрідна жива історія, написана очевидцем тих страшних і трагічних подій.
Автор багатьох статей з історії краю, про фронтовиків і їх долі, події на війні. Статті були надруковані, як в місцевих районних і обласних, так і республіканських газетах — «Трудова Слава», «Заря Востока», «Долинські Новини», «Сільські Вісті», «Нові Рубежі», «Шляхом Ілліча» тощо.
Сердюк М. П. довгий час був головою ради ветеранів при виконавчому комітеті Ради народних депутатів Долинського району. Проводив роботу з пошуку близьких та рідних військових, які загинули на території району.